# Schwabtunnel
Der Schwabtunnel (offiziell: Schwabstraßentunnel) ist ein 125 Meter langer Straßentunnel in Stuttgart. Er steht unter Denkmalschutz.

## Geografische Lage
Der Tunnel unterquert den Hasenberg und damit sowohl die Wannenstraße als auch die Hasenbergsteige. Er verbindet die Schwabstraße im Stuttgarter Westen mit der Schickhardtstraße im Stuttgarter Süden.

## Name
Der Schwabtunnel und die Schwabstraße sind nach dem Stuttgarter Pfarrer, Dichter, Publizisten und Herausgeber Gustav Schwab (1792–1850) benannt.

## Geschichte
In der zweiten Hälfte des 19. Jahrhunderts hatte sich die Einwohnerzahl Stuttgarts von 50.000 auf 176.000 mehr als verdreifacht. Durch die Kessellage konnte sich die Kernstadt nicht mehr ausdehnen und es entstanden Vororte außerhalb des Kessels. So sollten die Karlsvorstadt (Stuttgart-Heslach), wo überwiegend Arbeiter wohnten, mit dem Stuttgarter Westen, einem Industriestandort, verbunden werden.:S. 4 Dazwischen liegt der Hasenberg.
Der Tunnel wurde 1894 bis 1896 unter Stadtbaurat Carl Kölle erbaut.:S. 1 Die Baukosten betrugen 289.000 Mark. Er wurde am 29. Juni 1896 eröffnet und war damals der breiteste Straßentunnel Europas – die Straßenbahn war schon eingeplant – und nach dem Salzburger Sigmundstor der zweite innerstädtische Tunnel in Kontinental-Europa. Außerdem ist er der weltweit erste Tunnel, durch den jemals ein Automobil gefahren ist, im Jahr 1900.:S. 4
In der Zeit vom 4. Dezember 1902 bis zum 9. Mai 1972 wurde der Schwabtunnel auch von der Straßenbahn Stuttgart befahren, zunächst ein-, ab 1929 zweigleisig. Damit war der Stuttgarter Schwabtunnel auch einer der ersten Straßenbahntunnel der Welt. Die Linien wechselten: Ab 1902 bis 1914 wurde die Strecke Bopser – Etzelstraße – Olgaeck – Charlottenplatz – Schloßplatz – Friedrichstraße – Kronenstraße – Hegelplatz – Rosenbergplatz – Schwabstraße – Schreiberstraße (heute Erwin-Schoettle-Platz) befahren. 1910 erhielten die Linien erstmals Nummern, die Schwabstraßenlinie bekam die "6". Ab 1914 folgte (bis 1943) eine veränderte Linienführung: Schreiberstraße – Marienplatz – Wilhelmsbau – Schloßplatz – Hbf – Rosenbergplatz – Schwabstraße – Schreiberstraße, diese neue Linie 6 wurde nunmehr auch als Westring oder Ringlinie bezeichnet. Ab 1948 erhielt sie kurzzeitig die Nummer 9, dann bis 1954 die Nummer 20 und schließlich ab 3. Mai 1954 bis zur Stilllegung 1972 die Nummer 8, mit einem wieder veränderten Laufweg: Vogelsang – Kreuzung Schwab-/ Bebelstraße – Schloßstraße – Schloßplatz – Charlottenplatz – Eugensplatz – Wagenburgplatz – Aspergstraße – Gablenberg Schulhaus – Gablenberger Hauptstraße – Ostendplatz – Haußmannstraße – Werfmershalde – Landhausstraße – Neckarstraße – Schillerstraße – Hbf – Lautenschlagerstraße – Kronenstraße – Hegelplatz – Rosenbergplatz – Kreuzung Schwab-/ Bebelstraße – Schwabstraße – Schreiberstraße (heute Erwin-Schoettle-Platz). An den Tunnelwänden erinnern bis heute die Aufhängungshaken der Straßenbahnoberleitung an diese Epoche. 1972 wurde die Linie 8 von der Buslinie 42 abgelöst, die bis heute durch den Tunnel verkehrt. Der Straßenbahnbetrieb durch den Schwabtunnel wurde damals eingestellt.
Im Zweiten Weltkrieg wurden die Tunnelportale weitgehend vermauert und im Tunnel Holztribünen aufgestellt, so dass der Tunnel zum Luftschutzbunker für 2000 Menschen wurde.:S. 4 Der Rückbau der Einrichtungen für den Luftschutz dauerte bis Juni 1946.

## Bauwerk
Der Tunnel ist 10,5 m breit und 6,5 m (die Portale bis 8,5 m) hoch. Durch den Tunnel führen heute eine Fahrbahn mit zwei Fahrstreifen (einer je Richtung) sowie rechts und links der Fahrbahn jeweils ein Gehweg. Beide Tunneleingänge werden von Treppenaufgängen flankiert, die zur Straße hin mit einem Arkadenmotiv gestaltet sind: Die Bögen sind aus Sandstein gemauert und mit Mauerwerk aus unregelmäßigen, großen Granitblöcken gefüllt.
Die Schlusssteine beider Tunnelportale sind als Löwenköpfe gestaltet, darüber steht die Jahreszahl 1896. Wiederum darüber befindet sich jeweils eine weitere Bildhauer-Arbeit von Theodor Bausch:S. 3: Auf der Heslacher Seite ist als allegorische Figurengruppe „Stuttgart“ dargestellt, auf der Stuttgarter Seite gibt es einen Balkon, an dessen Front das Stuttgarter Wappentier, ein springendes Pferd, in einer Kartusche gezeigt wird. Die Tunnelröhre wurde mit etwa einer Million Mauerziegeln ausgekleidet.:S. 3
Der Schwabtunnel ist ein Kulturdenkmal nach dem Gesetz zum Schutz der Kulturdenkmale des Landes Baden-Württemberg.:S. 1

## Erhalt
Der Tunnel wird heute durch den Verkehr stark belastet. Für Pferdefuhrwerke, Fußgänger und Straßenbahn geplant, nutzen ihn heute täglich 15.000 bis 20.000:S. 4 Kraftfahrzeuge. Erschütterung, Abgase und im Winter eingetragenes salzhaltiges Spritzwasser greifen die Bausubstanz an.:S. 4 2019–2021 wurde der Tunnel deshalb saniert.:S. 2 Es war vorgeschlagen worden – unter anderem vom VCD –, den Tunnel wieder auf nicht-motorisierten Verkehr zu beschränken.:S. 4